# Daniel Sunjata
Daniel Sunjata Condon (Evanston (Illinois), 30 december 1971) is een Amerikaans acteur.

## Biografie
Sunjata werd geboren in Evanston maar groeide op in Chicago bij zijn adoptieouders, hij is van Ierse, Duitse en Afro-Amerikaanse afkomst. Hij heeft de high school doorlopen aan de Mount Carmel High School in Chicago waar hij als linebacker actief was voor de American footballteam van deze school. Hierna ging hij studeren aan de Florida A&M Universtiy in Tallahassee en aan de University of Louisiana in Lafayette (Louisiana). Hierna verdiende hij zijn master of fine arts aan de New York University in New York. 

## Filmografie

### Films
Uitgezonderd korte films.
- 2021 Christmas...Again?! - als Mike Clybourne
- 2017 Small Town Crime – als rechercheur Whitman
- 2014 Lullaby – als politieagent Ramirez
- 2012 The Dark Knight Rises – als kapitein Mark Jones
- 2012 Generation Um... – als Charles
- 2012 Gone – als Powers
- 2012 One for the Money – als Ranger
- 2010 Weakness – als Alejandro
- 2010 The Front – als Win Garano
- 2010 At Risk – als Win Garano
- 2009 Ghosts of Girlfriends Past – als Brad
- 2006 The Devil Wears Prada – als James Holt
- 2004 Melinda and Melinda – als Billy Wheeler
- 2004 Noel – als Marco
- 2004 Brother to Brother – als Langston
- 2002 Bad Company – als officier Carew
- 2001 Feast of All Saints – als Christophe Mercier
- 1998 Twelfth Night, or What You Will – als Valentine

### Televisieseries
Uitgezonderd eenmalige gastrollen.
- 2024-2025 High Potential - als Adam Karadec - 13 afl.
- 2021 - 2024 Power Book II: Ghost - als Mecca - 11 afl.
- 2022 Echoes - als Charlie Davenport - 7 afl.
- 2022 Marvel's Wastelanders: Wolverine - als Cyclops - 10 afl.
- 2020 FreeRayshawn – als SWAT commandant Nick Alvarez – 15 afl.
- 2018 - 2020 Manifest – als Danny – 5 afl.
- 2019 Happy! – als Simon – 3 afl.
- 2016 Notorious – als Jake Gregorian – 10 afl.
- 2013 – 2015 Graceland - als undercover FBI-agent Paul Briggs – 38 afl.
- 2013 Smash – als Peter Gilman – 4 afl.
- 2010 – 2011 Grey's Anatomy – als verpleger Eli – 8 afl.
- 2004 – 2011 Rescue Me – als Franco Rivera – 93 afl.
- 2007 The Bronx Is Burning – als Reggie Jackson – 8 afl.
- 2006 Love Monkey – als Diego – 4 afl.
- 2000 – 2004 Law & Order: Special Victims Unit – als forensisch onderzoeker Burt Trevor – 16 afl.
- 2001 All My Children – als Zachary Pell – ? afl.
- 2000 D.C. – als Lewis Freeman – 7 afl.

### Computerspellen
- 2002 ToCa Race Driver – als Nick Landers / James Randall

## Theaterwerk opBroadway
- 2018 Saint Joan – als Dunois
- 2014 The Country House – als Michael Astor
- 2014 Macbeth – als Macduff
- 2007 – 2008 Cyrano de Bergerac – als Christian De Neuvillette
- 2003 – 2004 Take Me Out – als Darren Lemming
- 1998 Twelfth Night – als Valentine